# پارک ملی ایسلاس د سانتا فه
پارک ملی ایسلاس د سانتا فه (به اسپانیایی: Parque nacional Islas de Santa Fe) یک پارک ملی در آرژانتین است که در بخش سن جرونیمو واقع شده‌است.